# Liste der Mitglieder des Provinziallandtags der Provinz Hessen-Nassau (1929–1933)
Diese Liste nennt die Mitglieder des Provinziallandtags der Provinz Hessen-Nassau von 1929 bis 1933.

## Allgemeines
Am 17. November 1929 wurde letztmals ein Provinziallandtag der Provinz Hessen-Nassau demokratisch gewählt. Die Wahlergebnisse finden sich unter Provinziallandtag der Provinz Hessen-Nassau#Wahlergebnisse. Er setzte sich aus den Mitgliedern des Kurhessischen Kommunallandtags (Regierungsbezirks Kassel) und den Mitgliedern des Nassauischen Kommunallandtags (Regierungsbezirks Wiesbaden) zusammen.
| Partei                        | Sitze Kurhessen | Sitze Nassau | Summe der Sitze |
| ----------------------------- | --------------- | ------------ | --------------- |
| SPD                           | 15              | 14           | 29              |
| Zentrum                       | 6               | 10           | 16              |
| Hessische Arbeitsgemeinschaft | 11              | ./.          | 11              |
| KPD                           | 3               | 5            | 8               |
| NSDAP                         | 3               | 4            | 7               |
| DVP                           | 2               | 5            | 7               |
| Wirtschaftspartei             | 3               | 3            | 6               |
| DDP                           | 2               | 3            | 5               |
| CNBL                          | ./.             | 5            | 5               |
| DNVP                          | ./.             | 3            | 3               |

Die Hessische Arbeitsgemeinschaft, CNBL, DNVP und Wirtschaftspartei schlossen sich ab dem 21. Provinziallandtag zur Fraktion Hessisch-Nassauische Arbeitsgemeinschaft zusammen.
Der Provinziallandtag trat zu folgenden Sitzungen zusammen:
- 19. Provinziallandtag für die Provinz Hessen-Nassau vom 24. Januar 1930 bis 25. Januar 1930
- 20. Provinziallandtages der Provinz Hessen-Nassau am 4. April 1930
- 21. Provinziallandtages der Provinz Hessen-Nassau am 17. Oktober 1930

## Liste
| Regierungsbezirk | Abgeordneter                  | Partei                                 | Stand                                                                                  | Wahlbezirk                                         | Anmerkung                                                             |
| ---------------- | ----------------------------- | -------------------------------------- | -------------------------------------------------------------------------------------- | -------------------------------------------------- | --------------------------------------------------------------------- |
| Kassel           | SPD                           | Ernst Becherer                         | Schulrat                                                                               | Kreis Hofgeismar                                   |                                                                       |
| Kassel           | SPD                           | Hans Eckel                             | Gewerkschaftsangestellter                                                              | Kreis Kassel-Stadt                                 |                                                                       |
| Kassel           | SPD                           | Jean Groeniger                         | Landrat                                                                                | Kreis Witzenhausen                                 |                                                                       |
| Kassel           | SPD                           | Georg Häring                           | Landesrat                                                                              | Kreis Rotenburg                                    | bis zum 20. Provinziallandtag                                         |
| Kassel           | SPD                           | Justus Windemuth                       | Reichsbahnzugführer                                                                    | Kreis Rotenburg                                    | ab dem 21. Provinziallandtag                                          |
| Kassel           | SPD                           | Friedrich Hofacker                     | Bezirksleiter                                                                          | Kreis Kassel-Stadt                                 |                                                                       |
| Kassel           | SPD                           | Fritz Holzapfel                        | Lehrer                                                                                 | Kreis Hersfeld                                     |                                                                       |
| Kassel           | SPD                           | Eugen Kaiser                           | Landrat, Polizeidirektor                                                               | Kreis Hanau-Land                                   | bis zum 20. Provinziallandtag                                         |
| Kassel           | SPD                           | Eduard Schreiber                       | Goldschmied                                                                            | Kreis Hanau-Land                                   | ab dem 21. Provinziallandtag                                          |
| Kassel           | SPD                           | Ludwig Pappenheim                      | Schulrat                                                                               | Kreis Schmalkalden                                 |                                                                       |
| Kassel           | SPD                           | Otto Ramm                              | Vollziehungsbeamter                                                                    | Grafschaft Schaumburg                              |                                                                       |
| Kassel           | SPD                           | Benno Schubert                         | Bürgermeister                                                                          | Gelnhausen                                         |                                                                       |
| Kassel           | SPD                           | Adam Selbert                           | Verwaltungssekretär                                                                    | Kassel-Land                                        | bis zum 20. Provinziallandtag                                         |
| Kassel           | SPD                           | Fritz Precht                           | Büroangestellter                                                                       | Kassel-Land                                        | ab dem 21. Provinziallandtag                                          |
| Kassel           | SPD                           | Georg Thöne                            | Landesrat und Vorsitzender des Vorstandes der Landesversicherungsanstalt Hessen-Nassau | Eschwege                                           | Vorsitzender des Provinziallandtages                                  |
| Kassel           | SPD                           | Georg Völker                           | Gewerkschaftssekretär                                                                  | Kreis Ziegenhain-Homberg                           |                                                                       |
| Kassel           | SPD                           | Christian Wittrock                     | Kaufmann                                                                               | Kassel-Stadt                                       |                                                                       |
| Kassel           | SPD                           | Peter Wolf                             | Geschäftsführer                                                                        | Marburg-Land, Marburg-Stadt, Kirchhain             |                                                                       |
| Kassel           | Hessische Arbeitsgemeinschaft | Max Becker                             | Rechtsanwalt                                                                           | Kreis Hersfeld                                     |                                                                       |
| Kassel           | Hessische Arbeitsgemeinschaft | Albert Beermann                        | Oberregierungsrat                                                                      | Wahlbezirk des Eisenbergs, der Eder und der Twiste |                                                                       |
| Kassel           | Hessische Arbeitsgemeinschaft | Theodor Dithmar                        | Metropolitan                                                                           | Kassel-Stadt                                       |                                                                       |
| Kassel           | Hessische Arbeitsgemeinschaft | Johannes Heinrich Fenner               | Landwirt                                                                               | Kassel-Stadt                                       |                                                                       |
| Kassel           | Hessische Arbeitsgemeinschaft | Adolf Freiherr von Hammerstein-Loxten  | Landwirt                                                                               | Grafschaft Schaumburg                              |                                                                       |
| Kassel           | Hessische Arbeitsgemeinschaft | Fritz Hartwig                          | Gutsbesitzer                                                                           | Kreis Frankenberg                                  |                                                                       |
| Kassel           | Hessische Arbeitsgemeinschaft | Alexander von Keudell                  | Landrat a. D.                                                                          | Eschwege                                           | stellv. Vorsitzender des Provinziallandtages 19. Provinziallandtag    |
| Kassel           | Hessische Arbeitsgemeinschaft | Johannes Mink                          | Landwirt                                                                               | Kreis Marburg-Land, Marburg-Stadt, Kirchhain       |                                                                       |
| Kassel           | Hessische Arbeitsgemeinschaft | Ferdinand Rohde                        | Domänenpächter                                                                         | Hofgeismar                                         |                                                                       |
| Kassel           | Hessische Arbeitsgemeinschaft | Karl Rüdiger                           | Landwirt                                                                               | Kassel-Land                                        |                                                                       |
| Kassel           | Hessische Arbeitsgemeinschaft | Richard Wegmann                        | Landwirt                                                                               | Kreis Schlüchtern-Gersfeld                         |                                                                       |
| Kassel           | Zentrum                       | Franz Danzebrink                       | Magistratsrat                                                                          | Kreis Fulda-Stadt                                  |                                                                       |
| Kassel           | Zentrum                       | Karl Herbert                           | Landwirt, Bürgermeister                                                                | Fulda-Land-Hünfeld                                 |                                                                       |
| Kassel           | Zentrum                       | Wilhelm Linker                         | Bürgermeister                                                                          | Kreis Marburg-Land, Marburg-Stadt, Kirchhain       |                                                                       |
| Kassel           | Zentrum                       | Johannes Mühl                          | Arzt                                                                                   | Gelnhausen                                         |                                                                       |
| Kassel           | Zentrum                       | Wigbert Sondergeld                     | Rektor                                                                                 | Fulda-Land-Hünfeld                                 |                                                                       |
| Kassel           | Zentrum                       | Heinrich Wiechens                      | Landrat                                                                                | Kreis Schlüchtern-Gersfeld                         |                                                                       |
| Kassel           | NSDAP                         | Roland Freisler                        | Rechtsanwalt                                                                           | Kassel-Stadt                                       |                                                                       |
| Kassel           | NSDAP                         | Rudolf Jordan                          | Junglehrer                                                                             | Ziegenhain-Homberg                                 |                                                                       |
| Kassel           | NSDAP                         | Karl Weinrich                          | Obersteuersekretär                                                                     | Kreis Herrschaft Schmalkalden                      | bis zum 20. Provinziallandtag                                         |
| Kassel           | NSDAP                         | Hans Burkhardt                         | Tierarzt                                                                               | Kreis Herrschaft Schmalkalden                      | ab dem 21. Provinziallandtag                                          |
| Kassel           | KPD                           | Hugo Conrad                            | Former                                                                                 | Kreis Hanau-Land                                   |                                                                       |
| Kassel           | KPD                           | Katharina Gimpel                       | Hausfrau                                                                               | Kreis Hanau-Stadt                                  |                                                                       |
| Kassel           | KPD                           | Ernst Lohagen                          | Parteisekretär                                                                         | Kreis Kassel-Stadt                                 |                                                                       |
| Kassel           | Wirtschaftspartei             | Karl Erbe                              | Kaufmann                                                                               | Hanau-Stadt                                        |                                                                       |
| Kassel           | Wirtschaftspartei             | Leopold Giller                         | Elektromeister                                                                         | Kreis Eschwege                                     |                                                                       |
| Kassel           | Wirtschaftspartei             | Karl Wachsmuth                         | Tischlermeister                                                                        | Kassel-Stadt                                       |                                                                       |
| Kassel           | DDP                           | Ludwig Kaiser                          | Landwirt, Bürgermeister                                                                | Kreis Marburg-Land, Marburg-Stadt, Kirchhain       |                                                                       |
| Kassel           | DDP                           | Paul Keding                            | Stadtmedizinalrat                                                                      | Kreis Kassel-Stadt                                 |                                                                       |
| Kassel           | DVP                           | Franz Becker                           | Oberstudiendirektor                                                                    | Kassel-Stadt                                       | ab dem 21. Provinziallandtag Hessen-Nassauische Arbeitsgemeinschaft   |
| Kassel           | DVP                           | Ernst von Hülsen                       | Geheimer Oberregierungsrat, Universitätskurator                                        | Kreis Marburg-Land, Marburg-Stadt, Kirchhain       |                                                                       |
| Wiesbaden        | SPD                           | Wilhelm Apel                           | Landrat                                                                                | Main-Taunus-Kreis                                  |                                                                       |
| Wiesbaden        | SPD                           | Bruno Asch                             | Stadtrat                                                                               | Kreis Frankfurt am Main                            |                                                                       |
| Wiesbaden        | SPD                           | Heinrich Bechtel                       | Redakteur                                                                              | Unterlahnkreis                                     |                                                                       |
| Wiesbaden        | SPD                           | Rudolf Bierbrauer                      | Diplom-Ingenieur                                                                       | Oberlahn-Usingen                                   |                                                                       |
| Wiesbaden        | SPD                           | Eduard Gräf                            | Bürgermeister                                                                          | Frankfurt am Main                                  |                                                                       |
| Wiesbaden        | SPD                           | Friedrich Heilmann                     | Beamter                                                                                | Kreis Frankfurt am Main                            |                                                                       |
| Wiesbaden        | SPD                           | Philipp Holl                           | Städtischer Beamter                                                                    | Wiesbaden                                          |                                                                       |
| Wiesbaden        | SPD                           | August Hölzel                          | Gewerkschaftssekretär                                                                  | Kreis Wiesbaden                                    |                                                                       |
| Wiesbaden        | SPD                           | Karl Kirchner                          | Direktor                                                                               | Frankfurt am Main                                  |                                                                       |
| Wiesbaden        | SPD                           | Johann Rebholz                         | Staatl. Lotterieeinnehmer                                                              | Kreis Frankfurt am Main                            |                                                                       |
| Wiesbaden        | SPD                           | Hermann Schaub                         | Gewerkschaftssekretär                                                                  | Dillkreis                                          |                                                                       |
| Wiesbaden        | SPD                           | Fritz Schweig                          | Werkzeugschleifer                                                                      | Obertaunuskreis                                    | Schriftführer                                                         |
| Wiesbaden        | SPD                           | Eugen Siebecke                         | Direktor                                                                               | Biedenkopf                                         |                                                                       |
| Wiesbaden        | SPD                           | Andreas Weber                          | Fabrikant                                                                              | Frankfurt am Main                                  |                                                                       |
| Wiesbaden        | Zentrum                       | Lorenz Ernst                           | Studiendirektor                                                                        | Frankfurt am Main                                  |                                                                       |
| Wiesbaden        | Zentrum                       | Hermann Josef Geil                     | Maurermeister                                                                          | St. Goarshausen                                    | Alterspräsident                                                       |
| Wiesbaden        | Zentrum                       | Ludwig Gotthardt                       | Kaufmann                                                                               | Kreis Limburg                                      |                                                                       |
| Wiesbaden        | Zentrum                       | Jakob Husch                            | Oberpostsekretär                                                                       | Kreis Frankfurt am Main                            |                                                                       |
| Wiesbaden        | Zentrum                       | Peter Kunz                             | Rektor                                                                                 | Main-Taunus                                        |                                                                       |
| Wiesbaden        | Zentrum                       | Edmund Pnischeck                       | Bürgermeister                                                                          | Rheingaukreis                                      |                                                                       |
| Wiesbaden        | Zentrum                       | Heinrich Roth                          | Bürgermeister                                                                          | Unterwesterwaldkreis                               |                                                                       |
| Wiesbaden        | Zentrum                       | Wilhelm Schmitz                        | Landgerichtsrat                                                                        | Wiesbaden                                          |                                                                       |
| Wiesbaden        | Zentrum                       | Egon Schunck                           | Landrat                                                                                | Kreis Westerburg                                   |                                                                       |
| Wiesbaden        | Zentrum                       | Theodor Sznurkowski                    | Kürschner                                                                              | Kreis Frankfurt am Main                            | Schriftführer                                                         |
| Wiesbaden        | KPD                           | Theodor Bach                           | Händler                                                                                | Wiesbaden                                          |                                                                       |
| Wiesbaden        | KPD                           | Adolf Ballmann                         | Schreiner                                                                              | Frankfurt am Main                                  |                                                                       |
| Wiesbaden        | KPD                           | Karl Dienstbach                        | Fabrikarbeiter                                                                         | Frankfurt am Main                                  |                                                                       |
| Wiesbaden        | KPD                           | Peter Ewald Dommermuth                 | Arbeiter                                                                               | Unterwesterwaldkreis                               | Schriftführer                                                         |
| Wiesbaden        | KPD                           | Konrad Lang                            | Monteur                                                                                | Kreis Frankfurt am Main                            |                                                                       |
| Wiesbaden        | DVP                           | August Finger                          | Werkmeister                                                                            | Kreis Frankfurt am Main                            |                                                                       |
| Wiesbaden        | DVP                           | Georg Krücke                           | Rechtsanwalt, Notar                                                                    | Kreis Wiesbaden                                    |                                                                       |
| Wiesbaden        | DVP                           | Erich Meyer                            | Pfarrer                                                                                | Frankfurt am Main                                  |                                                                       |
| Wiesbaden        | DVP                           | Wilhelm Passavant                      | Ingenieur                                                                              | Obertaunuskreis                                    |                                                                       |
| Wiesbaden        | DVP                           | Hermann Rumpf                          | Rechtsanwalt, Notar                                                                    | Kreis Frankfurt am Main                            |                                                                       |
| Wiesbaden        | CNBL                          | Heinrich Decker                        | Landwirt                                                                               | Unterlahnkreis                                     |                                                                       |
| Wiesbaden        | CNBL                          | Hermann Fink                           | Bürgermeister, Landwirt                                                                | Kreis Oberlahn-Usingen                             |                                                                       |
| Wiesbaden        | CNBL                          | Wilhelm Guckes                         | Landwirt, Bürgermeister a. D.                                                          | Untertaunuskreis                                   | stellv. Vorsitzender des Provinziallandtages ab 20. Provinziallandtag |
| Wiesbaden        | CNBL                          | Ludwig Schmidt                         | Landwirt                                                                               | Biedenkopf                                         |                                                                       |
| Wiesbaden        | CNBL                          | Philipp Jakob August Schupp            | Landwirt                                                                               | St. Goarshausen                                    |                                                                       |
| Wiesbaden        | NSDAP                         | Peter Gemeinder                        | Hilfsarbeiter                                                                          | Kreis Frankfurt am Main                            |                                                                       |
| Wiesbaden        | NSDAP                         | Karl Linder                            | Obersteuersekretär                                                                     | Frankfurt am Main                                  |                                                                       |
| Wiesbaden        | NSDAP                         | Felix Piékarski                        | Justizobersekretär                                                                     | Wiesbaden                                          |                                                                       |
| Wiesbaden        | NSDAP                         | Jakob Sprenger                         | Postinspektor                                                                          | St. Goarshausen                                    |                                                                       |
| Wiesbaden        | Wirtschaftspartei             | Heinrich Hartmann                      | Bauunternehmer                                                                         | Wiesbaden                                          |                                                                       |
| Wiesbaden        | Wirtschaftspartei             | Johann Ruhl                            | Maurermeister und Bauunternehmer                                                       | Frankfurt am Main                                  |                                                                       |
| Wiesbaden        | Wirtschaftspartei             | Wilhelm Schulz                         | Syndikus                                                                               | Kreis Frankfurt am Main                            | Schriftführer                                                         |
| Wiesbaden        | DDP                           | Frieda Born                            | Fürsorgerin                                                                            | Kreis Frankfurt am Main                            |                                                                       |
| Wiesbaden        | DDP                           | Walter Fechner                         | Kaufmann;                                                                              | Wiesbaden                                          |                                                                       |
| Wiesbaden        | DDP                           | Hans Trumpler                          | Professor, Handelskammer-Syndikus                                                      | Frankfurt am Main                                  | bis zum 20. Provinziallandtag                                         |
| Wiesbaden        | DDP                           | Theodor Walter                         | Berufsschuldirektor                                                                    | Frankfurt am Main                                  | ab dem 21. Provinziallandtag                                          |
| Wiesbaden        | DNVP                          | Heinrich Heldmann                      | Senatspräsident                                                                        | Frankfurt am Main                                  |                                                                       |
| Wiesbaden        | DNVP                          | Fritz Kupfrian                         | Bürgermeister                                                                          | Dillkreis                                          |                                                                       |
| Wiesbaden        | DNVP                          | Wilhelm Freiherr von Stein-Liebenstein | Amtsgerichtsrat                                                                        | Kreis Wiesbaden                                    |                                                                       |